# Квинт Калидий
Квинт Калидий (Quintus Calidius или Callidius) е политик на Римската република през началото на 1 век пр.н.е. Произлиза от фамилията Калидии от триба Camilia.
През 99 пр.н.е. или 98 пр.н.е. Калидий e народен трибун. Неговите колеги са Гай Апулей Дециан и Гай Канулей.
Той издава закон, чрез който Квинт Цецилий Метел Нумидийски може да се върне обратно в Рим. Помага на сина му Квинт Цецилий Метел Пий да стане консул през 80 пр.н.е. и става през 79 пр.н.е. претор и управител на една от провинциите в Испания.
Неговият син Марк Калидий е оратор и претор през 57 пр.н.е.